# Ubaldo Ramalhete Maia
Ubaldo Ramalhete Maia (Santa Leopoldina, 18 de agosto de 1882 — Rio de Janeiro, 19 de junho de 1950) foi um advogado e político brasileiro.

## Biografia
Filho de Antônio Ramalhete Maia e de Ana Ramalhete Maia e pai de Clóvis Ramalhete Maia, ministro do Supremo Tribunal Federal. Após concluir os estudos primários em Vitória, fez o curso de humanidades no Externato Santos Pinto, bacharelando-se em ciências jurídicas e sociais em 1905 pela Faculdade de Direito do Rio de Janeiro.
Foi promotor público da comarca de Vila de Itapemirim, de onde se transferiu para sua cidade natal, tornando-se depois advogado do Banco Hipotecário e Agrícola do Estado do Espírito Santo e secretário de Educação do governo estadual.
Foi interventor federal no Espírito Santo, de 8 de junho a 14 de outubro de 1946.
Membro do Instituto dos Advogados do Espírito Santo, do Instituto Histórico de seu estado, do Clube dos Advogados, do Instituto Brasileiro de Cultura e do Instituto de Cultura Política, foi também redator do Diário da Manhã e proprietário de A Tribuna, além de colaborador de diversos jornais do Espírito Santo.
Faleceu no dia 18 de junho de 1950. Foi casado com Acidália Lélis Ramalhete, com quem teve quatro filhos.